# Gondreville (Oise)
Pour les articles homonymes, voir Gondreville.
Gondreville est une commune française située dans le département de l'Oise en région culturelle et historique de Picardie, administrative Hauts-de-France. Elle est située à proximité immédiate de la région parisienne.

## Géographie
Situé à 65 km au nord est de Paris sur la RN 2.
C'est un village agricole sur un tiers de la superficie, les deux tiers restants étant en forêt domaniale de Retz.
|                 | Russy-Bémont    | Vaumoise       |
| Crépy-en-Valois | Gondreville     | Coyolles Aisne |
| Levignen        | Ormoy-le-Davien |                |

### Hydrographie
La commune est située dans le bassin Seine-Normandie. Elle n'est drainée par aucun cours d'eau,.

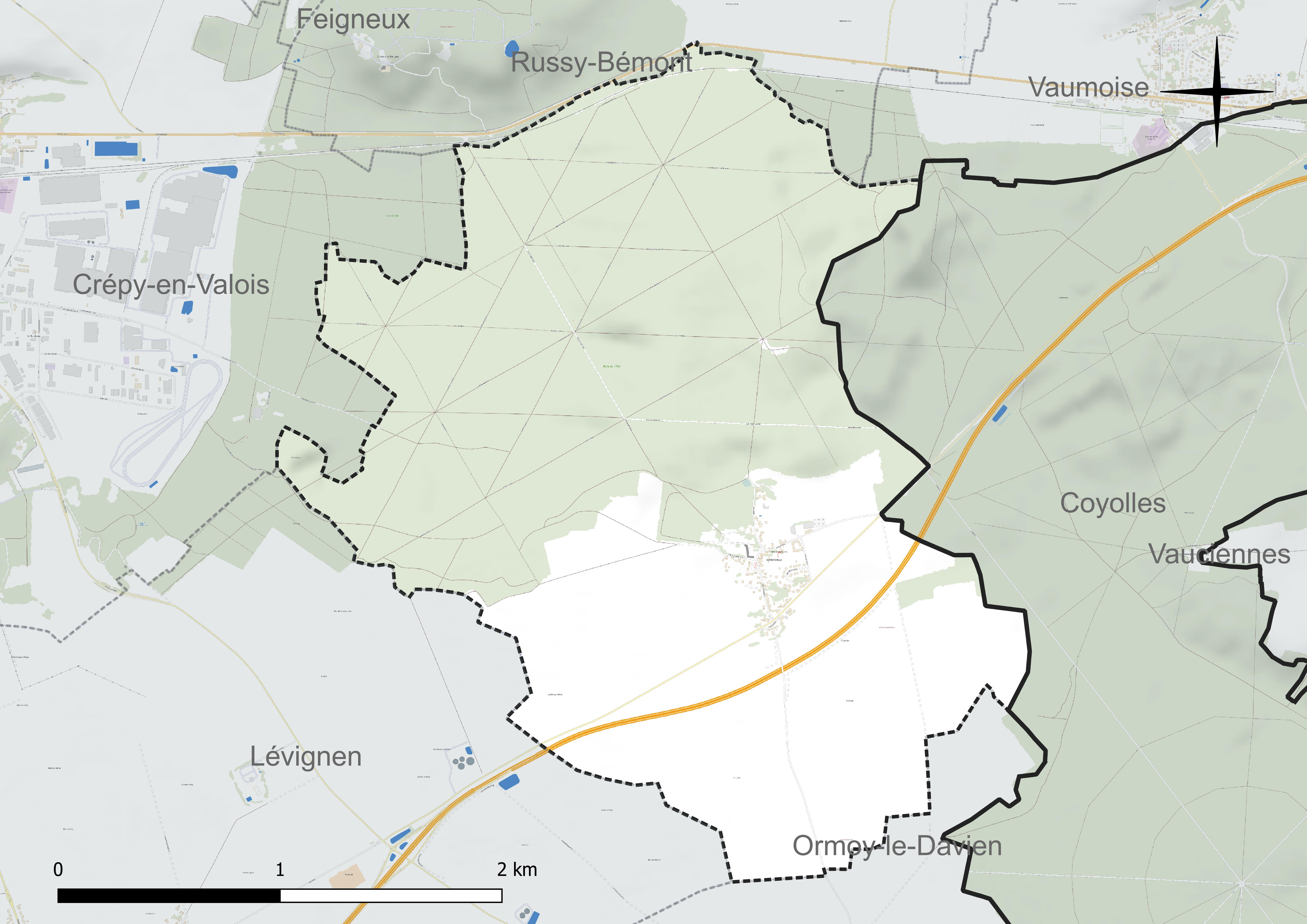
Réseau hydrographique de Gondreville.

### Climat
Pour des articles plus généraux, voir Climat des Hauts-de-France et Climat de l'Oise.
En 2010, le climat de la commune est de type climat océanique dégradé des plaines du Centre et du Nord, selon une étude du CNRS s'appuyant sur une série de données couvrant la période 1971-2000. En 2020, Météo-France publie une typologie des climats de la France métropolitaine dans laquelle la commune est exposée à un climat océanique altéré et est dans la région climatique  Nord-est du bassin Parisien, caractérisée par un ensoleillement médiocre, une pluviométrie moyenne régulièrement répartie au cours de l'année et un hiver froid (3 °C). 
Pour la période 1971-2000, la température annuelle moyenne est de 10,5 °C, avec une amplitude thermique annuelle de 15 °C. Le cumul annuel moyen de précipitations est de 727 mm, avec 11 jours de précipitations en janvier et 8,7 jours en juillet. Pour la période 1991-2020, la température moyenne annuelle observée sur la station météorologique la plus proche, située sur la commune du Plessis-Belleville à 20 km à vol d'oiseau, est de 11,4 °C et le cumul annuel moyen de précipitations est de 661,7 mm,. Pour l'avenir, les paramètres climatiques de la commune estimés pour 2050 selon différents scénarios d'émission de gaz à effet de serre sont consultables sur un site dédié publié par Météo-France en novembre 2022.

## Urbanisme

### Typologie
Au 1er janvier 2024, Gondreville est catégorisée commune rurale à habitat dispersé, selon la nouvelle grille communale de densité à sept niveaux définie par l'Insee en 2022.
Elle est située hors unité urbaine. Par ailleurs la commune fait partie de l'aire d'attraction de Paris, dont elle est une commune de la couronne,. 

### Occupation des sols
L'occupation des sols de la commune, telle qu'elle ressort de la base de données européenne d'occupation biophysique des sols Corine Land Cover (CLC), est marquée par l'importance des forêts et milieux semi-naturels (60,5 % en 2018), une proportion identique à celle de 1990 (60,5 %). La répartition détaillée en 2018 est la suivante : 
forêts (53,5 %), terres arables (35,9 %), milieux à végétation arbustive et/ou herbacée (7,1 %), zones urbanisées (3,6 %). L'évolution de l'occupation des sols de la commune et de ses infrastructures peut être observée sur les différentes représentations cartographiques du territoire : la carte de Cassini (XVIIIe siècle), la carte d'état-major (1820-1866) et les cartes ou photos aériennes de l'IGN pour la période actuelle (1950 à aujourd'hui).

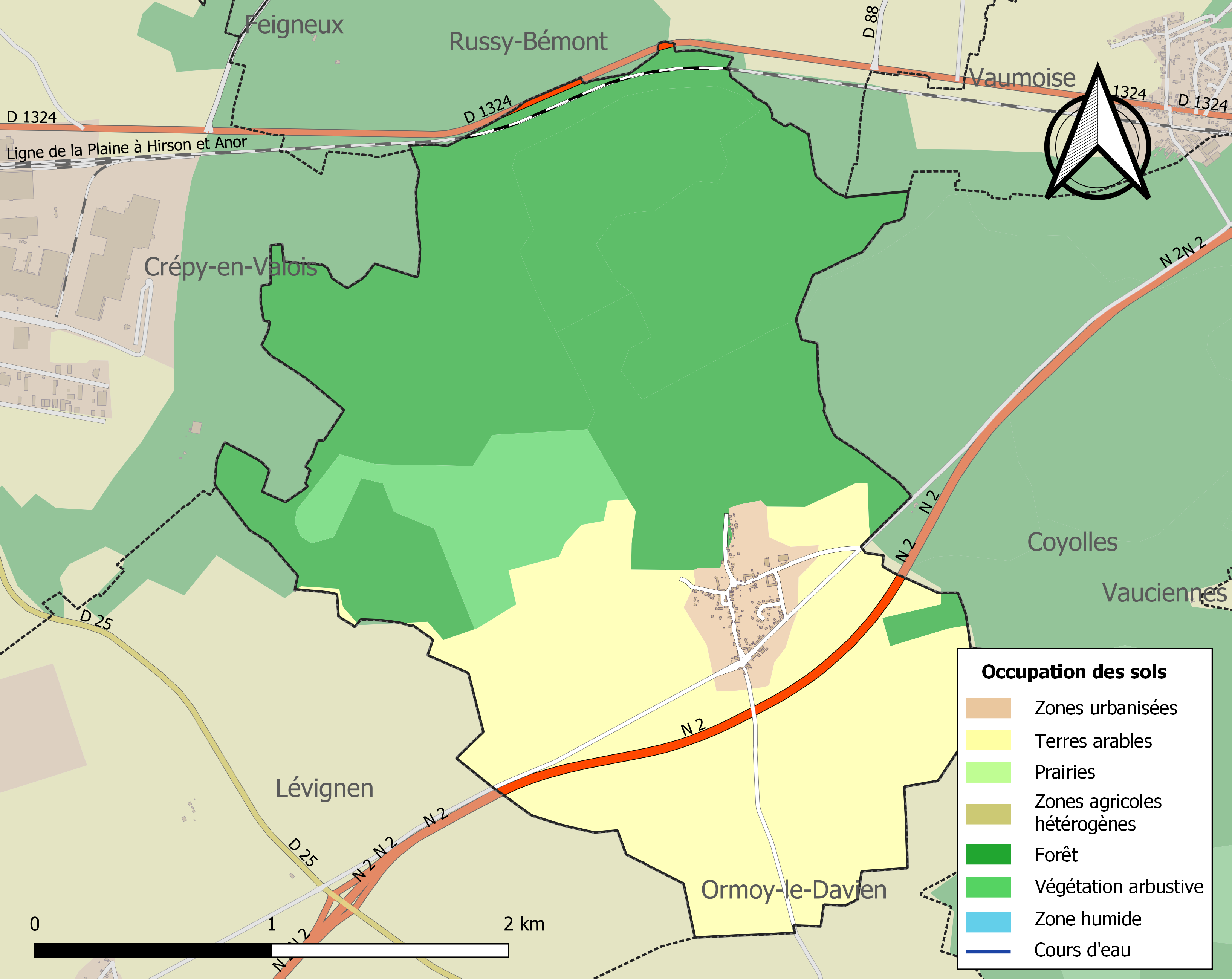
Carte des infrastructures et de l'occupation des sols de la commune en 2018 (CLC).

### Voies de communication et transports
La commune est desservie, en 2023, par la ligne 6445 du réseau interurbain de l'Oise.

## Toponymie
Le nom de la localité est attesté sous les formes Gontherii villa, Gondrevilla en 1210, Gontheriivilla au XIVe siècle.
Nom de lieu sans doute homonyme de Gondreville (Loiret), Gondrevilla XIIe siècle, qui est une formation toponymique médiévale en -ville au sens ancien de « domaine rural ». Le premier élément Gondre- représente un anthroponyme germanique selon la règle générale, probablement Gunthari (variantes Gundahar, Gundheri, Guntheri). Cet ancien nom de personne a donné les prénoms allemands Gunther et Günther, ainsi que l'ancien prénom français Gonthier / Gontier devenu également patronyme.

## Histoire
Après avoir appartenu au diocèse de Soissons, Gondreville est aujourd'hui du diocèse de Beauvais et de la paroisse St Sébastien de Crépy en Valois.
 On ne s'attendrait pas, à voir l'aspect de la modeste église de Gondreville, à y trouver un véritable objet d'art, un autel du XVIe siècle, dont le retable est formé par quatre châssis de marbre blanc sculpté qui représentent le martyre de saint Laurent et de saint Étienne, diacres, de saint Thomas de Canterbéry et d'un autre archevêque. La porte du tabernacle est formée de trois sujets différents sur chacune de ses faces : saint Jacques, saint Christophe sur les deux faces latérales, et, sur la porte le Père éternel qui tient sur sa poitrine le Rédempteur des hommes répandant son précieux sang qui est recueilli par des anges dans des coupes d'or.
Le nom de la cloche de l'église est en même temps une prière : Ave, gratia plena, Dominus tecum. Opus Aloysi Veneziam place MDCCXIII.
L'église est trop voisine du château pour ne pas y entrer et en saluer le propriétaire actuel, M. Lecourt qui a succédé à MM. Pille. Zambaco, médecin grec, et à la famille de Maintenant, des seigneurs de Pinon et de Lévremont, dont plusieurs membres se sont illustrés sur les champs de bataille, notamment les neuf fils de Jacques de Maintenant qui ont été tués au service du roi au milieu du XVIIe siècle.
Gondreville a appartenu au XIVe siècle à Gauthier d'Aunay, seigneur de Lévignen, puis à la famille Émery de La Fontaine. La tour ronde qui occupe un des angles du château est un reste d'un ancien manoir féodal qui a été ensuite remanié et approprié aux exigences d'une maison de campagne.
Avant de quitter Gondreville, il faut y voir l'emplacement du vieux chêne décrit par M. le vicomte Héricard de Thury et connu sous le nom de chêne du Roi. Ce chêne séculaire avait donné naissance à quatorze rejetons devenus dans la suite assez gros, pour servir de base à une table ronde autour de laquelle un royal chasseur, le duc d'Orléans, père de Louis-Philippe, venait souvent avec sa suite prendre ses repas.
Près du chêne du Roi, on voyait autrefois une tour à cinq étages, et de six mètres de diamètre, élevée, en 1188, par la comtesse Éléonore, pour servir de défense aux voyageurs qui étaient en butte aux attaques des brigands, nombreux paraît-il dans la forêt de Villers-Cotterêts. Cette tour communiquait avec celles de Crépy, de Lévignen, de Thury, de May, de Montaigu, de Montépilloy, au moyen de feux allumés sur leurs plates-formes ; étant devenue au XVIIe siècle un repaire de malfaiteurs que l'on qualifiait de maraudeurs, malandrins, malavises, Jacquiers, tard venus, gens sans aveu, le cardinal Mazarin, ministre de Louis XIII, la fit abattre, ainsi que le chêne du Roi. Le chêne du Roi était en si grande vénération qu'aucun bûcheron ne voulut y porter la hache. C'est militairement qu'il fallut renverser la souche colossale qui avait donné naissance à une lignée de quatorze chênes. La tour du grain communiquait avec de vastes souterrains que l'on voit encore en partie.

## Politique et administration
| Période                                  | Période                        | Identité        | Étiquette | Qualité                                    |
| ---------------------------------------- | ------------------------------ | --------------- | --------- | ------------------------------------------ |
| Les données manquantes sont à compléter. |                                |                 |           |                                            |
| mars 1971                                | mars 2001                      | Hubert Bizouard |           |                                            |
| mars 2001                                | juin 2002                      | Christian Beau  | SE        |                                            |
| octobre 2002                             | En cours (au 4 septembre 2014) | Alain Bizouard  |           | Agriculteur Réélu pour le mandat 2014-2020 |

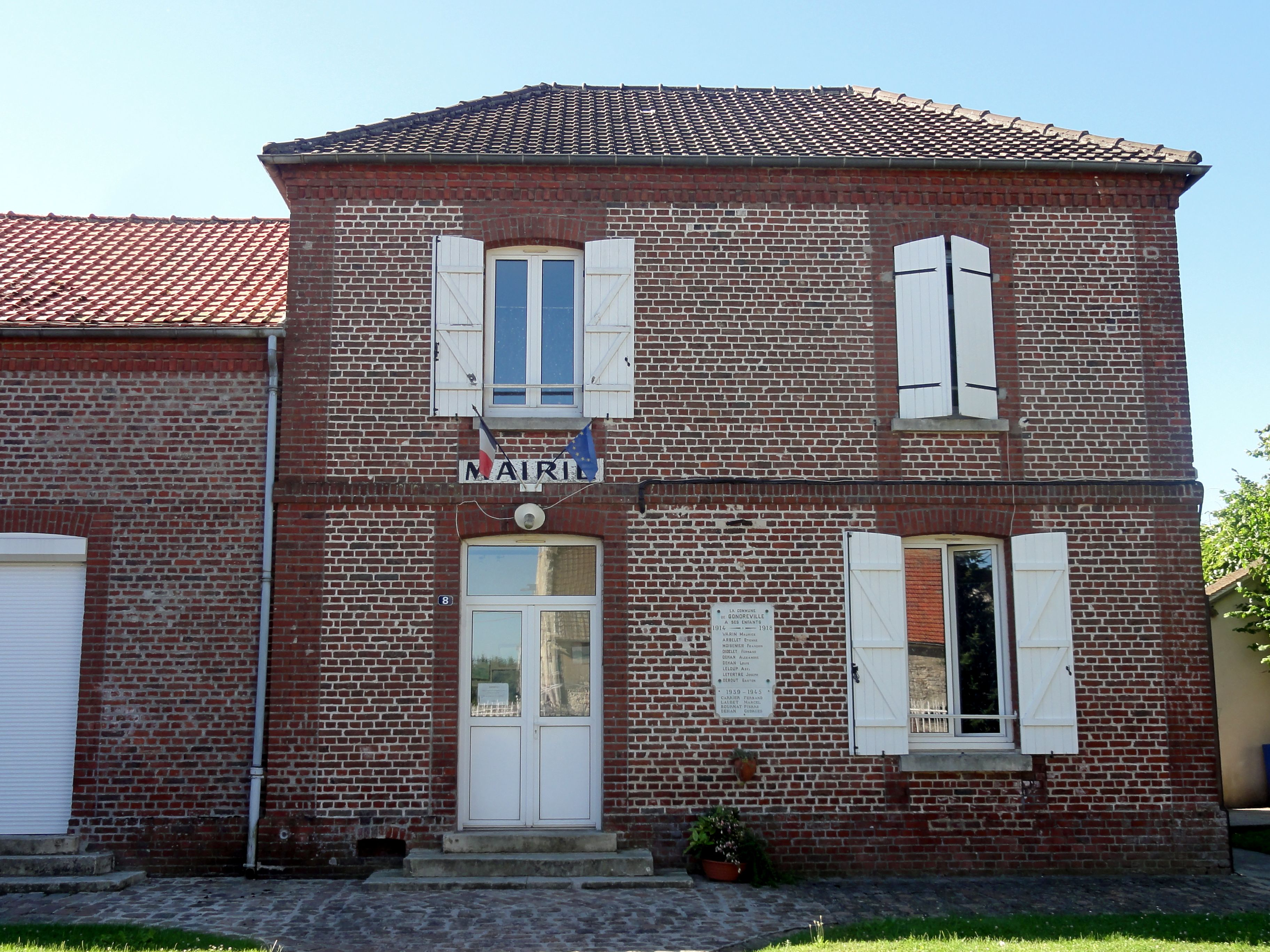
La mairie.

La commune est en regroupement pédagogique concentré (RPC) avec la commune de Lévignen distante de 3,5 km.
Elle fait partie :
- du Canton de Nanteuil et de la communauté de communes du Pays de Valois.
- de l'arrondissement de Senlis, 4e circonscription.

## Population et société

### Démographie

#### Évolution démographique
L'évolution du nombre d'habitants est connue à travers les recensements de la population effectués dans la commune depuis 1793. Pour les communes de moins de 10 000 habitants, une enquête de recensement portant sur toute la population est réalisée tous les cinq ans, les populations de référence des années intermédiaires étant quant à elles estimées par interpolation ou extrapolation. Pour la commune, le premier recensement exhaustif entrant dans le cadre du nouveau dispositif a été réalisé en 2008.

En 2022, la commune comptait 217 habitants, en évolution de +3,83 % par rapport à 2016 (Oise : +0,87 %, France hors Mayotte : +2,11 %).
| 1793 | 1800 | 1806 | 1821 | 1831 | 1836 | 1841 | 1846 | 1851 |
| ---- | ---- | ---- | ---- | ---- | ---- | ---- | ---- | ---- |
| 152  | 173  | 169  | 191  | 221  | 195  | 210  | 211  | 201  |

| 1856 | 1861 | 1866 | 1872 | 1876 | 1881 | 1886 | 1891 | 1896 |
| ---- | ---- | ---- | ---- | ---- | ---- | ---- | ---- | ---- |
| 181  | 182  | 184  | 175  | 154  | 142  | 143  | 136  | 144  |

| 1901 | 1906 | 1911 | 1921 | 1926 | 1931 | 1936 | 1946 | 1954 |
| ---- | ---- | ---- | ---- | ---- | ---- | ---- | ---- | ---- |
| 139  | 142  | 134  | 135  | 127  | 126  | 133  | 163  | 140  |

| 1962 | 1968 | 1975 | 1982 | 1990 | 1999 | 2006 | 2008 | 2013 |
| ---- | ---- | ---- | ---- | ---- | ---- | ---- | ---- | ---- |
| 118  | 124  | 128  | 209  | 259  | 255  | 239  | 235  | 217  |

| 2018 | 2022 | - | - | - | - | - | - | - |
| ---- | ---- | - | - | - | - | - | - | - |
| 203  | 217  | - | - | - | - | - | - | - |

#### Pyramide des âges
En 2018, le taux de personnes d'un âge inférieur à 30 ans s'élève à 27,6 %, soit en dessous de la moyenne départementale (37,3 %). À l'inverse, le taux de personnes d'âge supérieur à 60 ans est de 30,0 % la même année, alors qu'il est de 22,8 % au niveau départemental.
En 2018, la commune comptait 107 hommes pour 96 femmes, soit un taux de 52,71 % d'hommes, largement supérieur au taux départemental (48,89 %).
Les pyramides des âges de la commune et du département s'établissent comme suit.
| Hommes | Classe d’âge | Femmes |
| ------ | ------------ | ------ |
| 0,0    | 90 ou +      | 0,0    |
| 5,6    | 75-89 ans    | 3,1    |
| 22,4   | 60-74 ans    | 29,2   |
| 23,4   | 45-59 ans    | 18,8   |
| 20,6   | 30-44 ans    | 21,9   |
| 12,1   | 15-29 ans    | 14,6   |
| 15,9   | 0-14 ans     | 12,5   |

| Hommes | Classe d’âge | Femmes |
| ------ | ------------ | ------ |
| 0,5    | 90 ou +      | 1,4    |
| 5,5    | 75-89 ans    | 7,6    |
| 15,6   | 60-74 ans    | 16,3   |
| 20,8   | 45-59 ans    | 20     |
| 19,4   | 30-44 ans    | 19,4   |
| 17,6   | 15-29 ans    | 16,2   |
| 20,6   | 0-14 ans     | 19,1   |

## Lieux et monuments
Gondreville ne compte aucun monument historique classé ou inscrit sur son territoire.
- Église Saint-Martin construite en 1901 avec un autel à bas-reliefs en marbre peint du XVIe siècle, une statue de saint Martin et une Assomption de la Vierge rococo en bois peint et doré du XVIIIe siècle[25].
- Calvaire situé au bout de la rue de l'Escarbotte.